# 봉족
봉족(奉足) 또는 보인(保人)은 조선시대 평민이 부담하던 국역(國役)의 하나이다.

## 개설
조선은 건국 초기부터 양반 계급으로서 관직에 복무하는 자를 제외한 16세 이상 60세까지의 평민에게 군역(軍役)의 의무를 부과하고, 6년마다 군적(軍籍)에 올리도록 되었는데 이 가운데서 현역(現役)으로 뽑혀 번상(番上)하게 되면 직접 군역을 지지 않는 나머지를 장정으로써 봉족을 삼아, 그 비용을 조달하도록 하였다.
이런 제도는 고려시대부터 있었던 것으로, 이를 조선에서도 그대로 답습하였는데 1404년(태종 4)에 다시 정비하여 군역을 비롯한 각 읍(邑)의 양(良)·천역(賤役)에 대한 봉족(奉足 : 조호(助戶))의 수를 공식적으로 제정하였다.
이에 따르면, 토지 2결(結) 이하를 소유한 빈호(貧戶)로서 갑사·시위패(侍衛牌 : 뒤의 정군)·기선군(騎船軍 : 뒤의 수군)의 역(役)을 진 사람에개는 각각 2호(戶), 진속군(鎭屬軍)·향리(鄕吏)·역리(驛吏) 등에게는 각각 1호(戶) 씩의 조호(助戶)를 주었으나, 수성군(守城軍)과 같이 전혀 지급되지 않은 경우도 있었다. 그리고 6결 이상의 토지를 소유한 부호(富戶)일 경우에는 일체 조호가 지급되지 않았다. 봉족은 이와 같이 역(役)을 부담하는 사람의 신분과 그가 소유한 토지의 결수(結數) 및 그 노동량 등에 따라 차이가 있었다.
그런데 봉족은 일명 조정(助丁)이라 하며, 영안도에서는 관하, 제주도에서는 인록이라고도 하였다. 이는 인정(人丁)에 대해서 부를 경우이고, 호(戶)로써 이런 일을 부담시킬 때에는 봉족호(奉足戶) 또는 조호(助戶)라고 하였다. 이 호(戶)란 부호(富戶)는 1정(丁)이 단독으로 호를 구성하였으나, 빈호(貧戶)인 경우에는 5정을 1호로 삼기도 하였다. 그러나 3정을 1호로 삼는 것이 통례(通例)였다. 군사의 대부분이 평민 출신이었던 만큼 그 봉족도 같은 신분인 평민으로써 충당하였으며, 향리(鄕吏)의 봉족은 향리로서 마련되었다. 그리고 실제로 역(役)을 지는 정군(正軍)과 봉족이 서로 전혀 관계가 없는 타인일 수도 있지만, 일반적으로 가족이나 친척, 또는 아주 가까운 이웃끼리 정군·봉족의 관계를 맺게 하여 공동 책임을 지게 하였다.
1464년(세조 10)에는 봉족제(奉足制)를 다시 개편해 2정(丁)을 1보(保)로 하라는 원칙을 세워, 봉족 대신에 보(保)라는 이름을 쓰게 되었다.

## 같이 보기
- 조선의 군사
- 정병